# نيكولاي هريستوف (لاعب كرة قدم)
نيكولاي هريستوف (بالبلغارية: Николай Христов)‏ هو لاعب كرة قدم بلغاري في مركز الوسط، ولد في 1 أغسطس 1989 في بلغاريا. لعب مع بوتيف فراتسا ونادي بيليستر.

## وصلات خارجية
- نيكولاي هريستوف (لاعب كرة قدم) على موقع قاعدة بيانات كرة القدم.إي يو (الإنجليزية)
- نيكولاي هريستوف (لاعب كرة قدم) على موقع Soccerway.com (الإنجليزية)
- نيكولاي هريستوف (لاعب كرة قدم) على موقع عالم كرة القدم.نت (الإنجليزية)